# Rizky Pellu
Rizky Ahmad Sanjaya Pellu (sinh ra ở Bekasi, 26 tháng 6 năm 1992) là một cầu thủ bóng đá người Indonesia hiện tại thi đấu ở vị trí tiền vệ cho PSM Makassar.

## Sự nghiệp câu lạc bộ
Vào tháng 2 năm 2015, anh chuyển đến Mitra Kukar.

## Sự nghiệp quốc tế
Rizky có màn ra mắt cho Indonesia trong trận giao hữu trước Andorra ngày 26 tháng 3 năm 2014.

## Thống kê sự nghiệp

### Câu lạc bộ
Tính đến trận đấu diễn ra ngày 5 tháng 9 năm 2014.
| Câu lạc bộ          | Mùa giải            | Giải vô địch           | Giải vô địch | Giải vô địch | Cúp Quốc gia | Cúp Quốc gia | Châu Á  | Châu Á    | Khác    | Khác      | Tổng    | Tổng      |
| Câu lạc bộ          | Mùa giải            | Hạng đấu               | Số trận      | Bàn thắng    | Số trận      | Bàn thắng    | Số trận | Bàn thắng | Số trận | Bàn thắng | Số trận | Bàn thắng |
| ------------------- | ------------------- | ---------------------- | ------------ | ------------ | ------------ | ------------ | ------- | --------- | ------- | --------- | ------- | --------- |
| Pelita Bandung Raya | 2013                | Indonesia Super League | 31           | 0            | 0            | 0            | 0       | 0         | 0       | 0         | 31      | 0         |
| Pelita Bandung Raya | 2014                | Indonesia Super League | 25           | 1            | 0            | 0            | 0       | 0         | 0       | 0         | 25      | 1         |
| Tổng cộng sự nghiệp | Tổng cộng sự nghiệp | Tổng cộng sự nghiệp    | 56           | 1            | 0            | 0            | 0       | 0         | 0       | 0         | 56      | 1         |

### Quốc tế
| Đội tuyển quốc gia Indonesia | Đội tuyển quốc gia Indonesia | Đội tuyển quốc gia Indonesia |
| Năm                          | Số trận                      | Bàn thắng                    |
| ---------------------------- | ---------------------------- | ---------------------------- |
| 2014                         | 2                            | 0                            |
| 2019                         | 2                            | 0                            |
| Tổng cộng                    | 4                            | 0                            |

## Danh hiệu
U-23 Indonesia
- Huy chương Bạc Đại hội Thể thao Đông Nam Á: 2013